# Nokia 6120 classic
Nokia 6120 classic je nokiin pametni telefon z Symbian OS. Je prvi nokiin dvopasovni UMTS/HSDPA mobilnik, ki ima obenem še štiripasovno podporo za GSM.

## Značilnosti
Ima podporo omrežju UMTS na različnih frekvencah (850/2100 MHz) s podporo HSDPA ter štiripasovnemu GSM. Uradno omogoča prenose do 7,2 MB/s.
Za opravljanje videoklicev je poleg 2 MP kamere s 4x digitalno povečavo (brez avfofokusa, v video načinu je resolucija manjša 320x240 in zajema s hitrostjo 15fps) na zadnji strani na voljo še manjša 176x144-točkovna kamera nad zaslonom.
To je eden izmed prvih modelov brez tradicionalnega multifunkcijskega patentnega priklopa Pop-Port. Telefon se na računalnik poveže s standardnim kablom miniUSB, ki pa ne omogoča polnjenja. Ob povezavi telefona prek USB kabla so na voljo tri načini delovanja: multimedijski predvajalnik, prenos podatkov, sinhronizacija s programom Nokia PC Suite (kasneje Ovi Suite). V načinu prenosa podatkov se telefon spremeni v čitalnik kartice microSD.
Poleg priključka za polnjenje in prej omenjenega USB je na spodnji strani še priključek za slušalke z mikrofonom (4 delni 2.5 mm mini-jack). Če so slušalke priklopljene lahko telefon deluje kot stereo sprejemnik FM radijskih kanalov s priloženim programom Visual Radio.
Predvajalnik glasbe podpira formate MP3, M4A, eAAC+ in WMA. Predvaja se lahko tudi iTunes Plus music, medtem ko iTunes protected music ni podprt. Kljub temu se lahko naloži dodatne predvajalnike, ki podpirajo še druge formate kot npr. OGG.
Priložen video-predvajalnik RealPlayer posnetke kodirane po standardih H.264/MPEG-4 AVC, H.263, RealVideo 7, 8, 9 ali 10.
Telefon podpira tudi Java MIDP 2.0 aplikacije.

## Sorodni modeli
Nokia 6121 classic je prvi mobilnik, ki podpira omrežje UMTS900, razširjeno v Ameriki. Od modela 6120 classic se razlikuje le po različnem naboru 3G frekvenc.
Nokia 6124 je Vodafonova različica nokie 6120 classic. Je nekoliko bolj zaobljen in ima drugačno razporeditev funkcijskih tipk.
Za japonsko tržišče sta na voljo tudi modela NM705i in NM706i, ki podpirata določena specifična mobilna omrežja, a ima izklopljeno možnost nalaganja drugih aplikacij.

## Pomankljivosti
Uporabniškemu vmesniku manjkajo nekateri tipični 3D-efekti ter določeni (za Nokio sicer običajni) programi kot npr. Štoparica. Kljub temu se vse te aplikcaije lahko dodatno namesti, saj telofon dovoljuje nameščanje programov za Symbian.